# Riebenkofel
Riebenkofel – szczyt w Alpach Gailtalskich, w Alpach Wschodnich. Leży w Austrii, w Karyntii. Sąsiaduje z Soleck, Lumkofel i Rosenkoepfl. Wznosi się nad doliną Wildensendertal, w pobliżu miejscowości Tuffbad.